# Шарафутдинов, Максим Расимович
Макси́м Раси́мович Шарафутди́нов (тат. Максим Рәсим улы Шәрәфетдинев; 15 сентября 1980, Казань, Татарская АССР, СССР) — российский телеведущий, с 2007 года работающий на «Первом канале».

## Биография
Родился 15 сентября 1980 года в Казани. Окончил среднюю школу № 39 в Казани. Дом, в котором рос Максим, находился прямо в школьном дворе, в настоящее время дом расселён. Во время учёбы в школе ходил в художественную студию, работал диджеем на радио «Татурос», занимался в вокальной студии «Irene Studio».
Окончил Казанский государственный технический университет (КАИ). В студенческие годы часто вёл в вузе студенческие мероприятия. Играл в КВН в составе команды «Четыре татарина». В 2002 году принимал участие в телевизионном конкурсе канала «Россия» «Стань звездой» — дошёл до финала проекта и вошёл в двадцатку лучших.
Работал на телевидении республики Татарстан, в частности, вёл криминальные новости и программу «Город» на телеканале «Эфир». Осенью 2006 года рассматривал идею покинуть телевидение и перейти на работу в банк, но всё изменило предложение, поступившее от «Первого канала».
С января 2007 года работает ведущим новостей на «Первом канале». Изначально вёл утренние выпуски «Новостей» поочерёдно с Валерией Кораблёвой. В 2011 году перешёл на работу в «Ночные новости», где работал вплоть до её закрытия в декабре 2017 года. С 2014 года ведёт также телевизионную программу «Время» на Дальний Восток и Сибирь + ближнее и дальнее зарубежье.
В феврале-марте 2014 года представлял выпуски «Новостей» из олимпийского Сочи в составе олимпийской бригады «Первого канала». В её состав, помимо Максима Шарафутдинова, также входили Дмитрий Борисов, Анна Павлова, Андрей Малахов, Иван Ургант, Ирада Зейналова и другие. В сентябре 2014 года за работу в период Зимних Олимпийских игр 2014 года в городе Сочи в составе команды сотрудников «Первого канала» награждён медалью к ордену «За заслуги перед Отечеством».
С сентября 2016 года по март 2017 года также вёл короткий дневной выпуск «Новостей» в 14:00 поочерёдно с Екатериной Березовской, позже с Юрием Липатовым. С 29 января 2018 года ведёт утренние выпуски в 8:00, 8:30 и 9:00 по будням.
Вёл микроблог в Твиттере под ником @Maks3D.
Принимал участие в программе «Послы Универсиады 2013» (XXVII Всеми́рная летняя универсиада 2013 года в Казани). Является послом Чемпионата мира по водным видам спорта 2015 года.

## Участие в других телепроектах
Вёл инаугурацию президента Татарстана, Рустама Минниханова, 25 марта 2010 года.
Принимает активное участие в других телепроектах «Первого канала», среди них «Форт Боярд», «Ледниковый период» и
Высшая лига КВН 2020. Является победителем телепроекта «Вышка».

## Семья
Женат. Есть дочь Агния и сын Нил